# Grand Prix Formule 1 van India
De Grand Prix van India is een race uit de Formule 1-kalender die voor de eerste keer gereden werd op 30 oktober 2011. Het was de achttiende race uit het Formule 1-seizoen. De race werd gewonnen door Sebastian Vettel.
De Grand Prix van India werd voor het laatst gereden op het Buddh International Circuit in 2013.

## Winnaars van de Grand Prix
| Jaar | Coureur          | Constructeur     | Locatie | Verslag |
| ---- | ---------------- | ---------------- | ------- | ------- |
| 2013 | Sebastian Vettel | Red Bull-Renault | Buddh   | Verslag |
| 2012 | Sebastian Vettel | Red Bull-Renault | Buddh   | Verslag |
| 2011 | Sebastian Vettel | Red Bull-Renault | Buddh   | Verslag |

2011 · 2012 · 2013